# Ebisu (god)

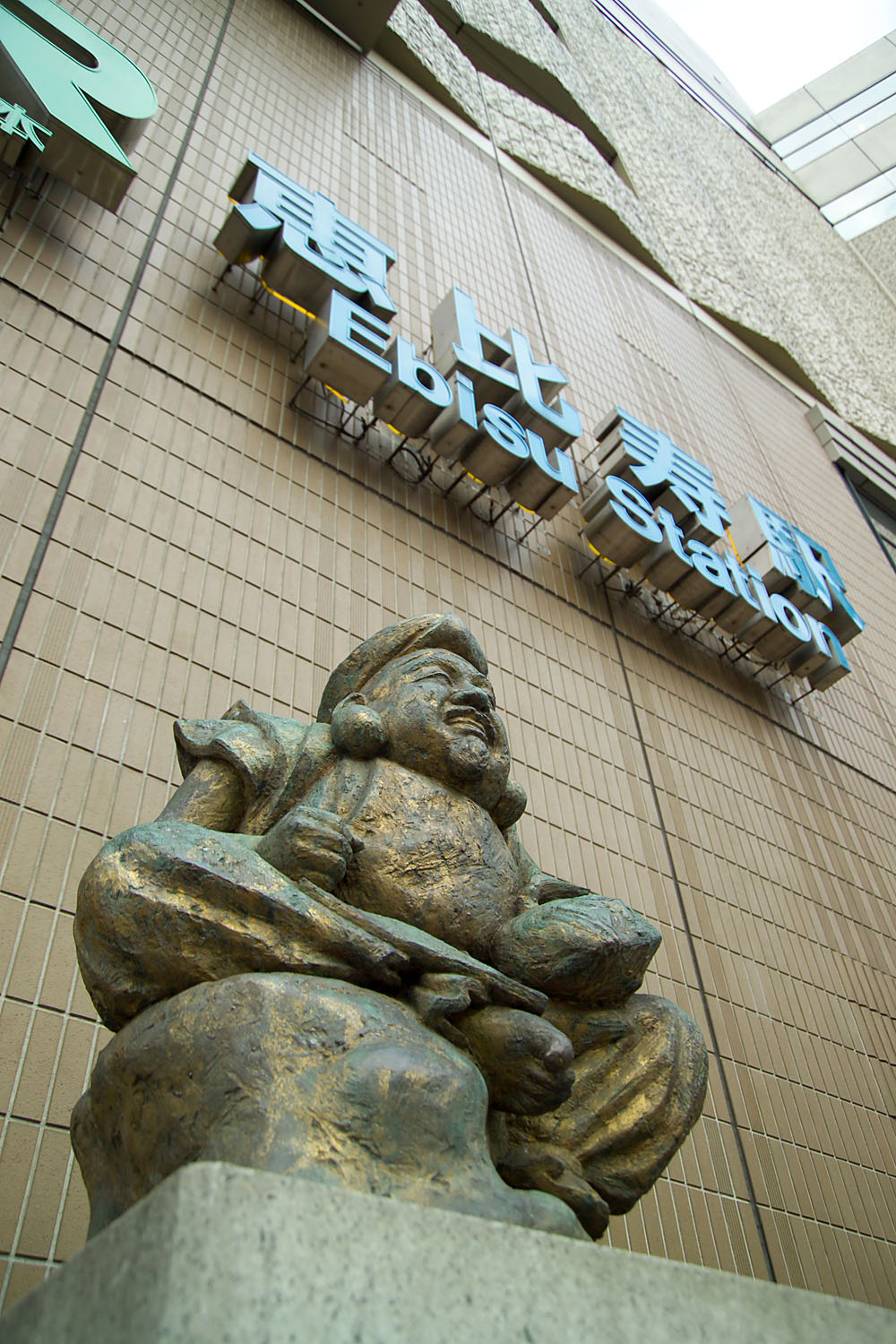
Beeld van Ebisu tegenover het Station Ebisu, Tokio.

Ebisu (恵比須, 恵比寿, 夷, 戎), ook bekend als Yebisu, Hiruko (蛭子) of Kotoshiro-nushi-no-kami (事代主神), is de Japanse god van de vissers, geluk en arbeiders. Tevens staat hij bekend als bewaker van de gezondheid van kleine kinderen. Hij is een van de Zeven Goden van het Geluk (七福神, Shichifukujin) en de enige van de zeven die is ontstaan in Japan.

## Oorsprong
Ebisu heette eigenlijk Hiruko, wat letterlijk vertaald het "bloedzuiger kind" betekent. Hij was het eerste kind van Izanagi en Izanami. Hiruko werd geboren zonder botten (in sommige verhalen zelfs zonder armen en benen) doordat zijn moeder het huwelijks ritueel niet voldoende gevolgd had. Hiruko overleefde dit, maar kon nooit lopen of staan. Om deze reden werd hij op zijn derde verjaardag in de zee gegooid. Hij spoelde uiteindelijk aan, mogelijk in Ezo (蝦夷, het oude Hokkaido) en werd verzorgd door de Ainu Ebisu Saburo (戎三郎).

## Biografie
Het zwakke kind overleefde de vele problemen van zijn jeugd en op zijn derde groeiden zijn benen aan en ontwikkelde waarschijnlijk ook de rest van zijn skelet. Hierna werd hij de godheid Ebisu. Hij is nog steeds enigszins gehandicapt en doof, maar toch erg grappig en goedgezind (vandaar de titel, "De Lachende God"). Hij wordt vaak afgebeeld met een hoge hoed — de Kazaori Eboshi (風折烏帽子). Ook heeft hij vaak een hengel in zijn hand en een brasem of een zeebaars. Kwallen worden ook met hem geassocieerd en de fugu restaurants in Japan hebben vaak Ebisu in hun logo verwerkt.
Ebisu's festival wordt gevierd op de twintigste dag van de tiende maand (Kannazuki, de maand zonder goden). Terwijl de ander 8 miljoen leden van het Japanse godenhuis zich verzamelen bij de tempel van Izumo Taisha hoort Ebisu de oproepen niet en is daarom nog steeds beschikbaar.
Ebisu wordt vaak gekoppeld aan Daikokuten, een van de andere Zeven goden van het Geluk. In sommige versies van de mythe zijn ze vader en zoon of leraar en leerling. Soms worden deze twee nog bijgestaan door Fukurokuju om de Drie Goden van het Goede Geluk te vormen.

## Trivia
Het kledingmerk Evisu en het bier Yebisu zijn vernoemd naar deze godheid.